# Karl von Hasenauer
Karl von Hasenauer (adelsnavn Carl Freiherr von Hasenauer) (20. juli 1833 i Wien – 4. januar 1894 i Wien) var en betydende østrigsk arkitekt indenfor historisme. Har er kendt for sine bedrag til flere monumentale bygningsværker på Wiener Ringstraße i nybarok stil. Hasenauer var elev af August Sicard von Sicardsburg og Eduard van der Nüll. i 1873 blev han ophøjet til friherre.
Hasenauer var chefarkitekt på verdensudstillingen i Wien 1873. Sammen med Gottfried Semper lavede han udkast til Kunsthistorisk Museum Wien og Naturhistorisk Museum Wien (1871-1891), Burgtheater (1874-1888) og Neue Burg (1881-1894, fuldført 1913). Efter brud med Semper i 1876 stod han alene for opførelsen af disse bygningsværker. Hasenauer benyttede en meget dekorativ stil, og han stræbte efter en sammensmeltning af kunstarter til et Gesamtkunstwerk uden at stille arkitekturen i forgrunden. Hasenauers bygningsværker på Ringstraße står i dag som ikoner for Wien.
Hasenauer er begravet i en æresgrav på Wiener Zentralfriedhof.